# Sagen Maddalena
Sagen Maddalena, född 16 augusti 1993, är en amerikansk sportskytt.

## Karriär
Vid VM 2022 i Kairo tog Maddalena guld tillsammans med Ivan Roe i den mixade lagtävlingen i 50 meter liggande gevär samt silver tillsammans med Mary Tucker och Alison Weisz i lagtävlingen i 10 meter luftgevär. Vid VM 2023 i Baku tog hon brons i 50 meter gevär 3 ställningar samt guld tillsammans med Mary Tucker och Sarah Beard i lagtävlingen i 50 meter gevär 3 ställningar. Vid panamerikanska spelen 2023 i Santiago tog Maddalena guld i 10 meter luftgevär, silver i 50 meter gevär 3 ställningar samt brons tillsammans med Gavin Barnick i den mixade lagtävlingen i 10 meter luftgevär.
Vid olympiska sommarspelen 2024 i Paris tog Maddalena silver i 50 meter gevär 3 ställningar.